# ستيف إيفانز
ستيف إيفانز (بالإنجليزية: Steve Evans)‏ (26 فبراير 1979 المملكة المتحدة - ) هو لاعب كرة قدم بريطاني يلعب كمدافع.

## روابط خارجية
- ستيف إيفانز على موقع الاتحاد الدولي (مؤرشف)  (الإنجليزية)
- ستيف إيفانز على موقع قاعدة بيانات كرة القدم.إي يو (الإنجليزية)
- ستيف إيفانز على موقع ناشيونال فوتبول تيمز (الإنجليزية)
- ستيف إيفانز على موقع Soccerbase.com (لاعب) (الإنجليزية)
- ستيف إيفانز على موقع Soccerway.com (الإنجليزية)